# Allochthonius tamurai
Espèce
Allochthonius tamurai est une espèce de pseudoscorpions de la famille des Pseudotyrannochthoniidae.

## Distribution
Cette espèce est endémique du Japon. Elle se rencontre dans les préfectures d'Ibaraki, de Tochigi, de Saitama, de Gunma et de Toyama.

## Description
Le mâle holotype mesure 1,360 mm et la femelle paratype 1,464 mm, les mâles mesurent de 1,290 à 1,640 mm et les femelles de 1,380 à 1,660 mm.

## Étymologie
Cette espèce est nommée en l'honneur de Hiroshi Tamura.

## Publication originale
- Sakayori, 1999 : A new species of the genus Allochthonius (pseudoscorpion, Chthoniidae) from Mt. Tsukuba, central Japan. Edaphologia, vol. 63, p. 81-85.